# فورد أف - سلسلة الجيل العاشر
فورد أف - سلسلة الجيل العاشر (بالإنجليزية: Ford F-Series tenth generation)‏ هي سيارة من صناعة شركة فورد أنتجت في 1995 وتوقف إنتاجها في 2004.